# واوروویتسه (استان اشوی‌داشکسیه)
واوروویتسه (به لهستانی: Wawrowice) یک منطقهٔ مسکونی در لهستان است که در گمینا ویشلیتسا واقع شده‌است.